# PATA (吉他手)
PATA（1965年11月4日—），本名為石塚智昭，眾人皆知他擔任流行重金屬樂團X JAPAN的節奏吉他手。出生於日本千葉縣千葉市。有石塚(大)先生(在日文中先生即老師的意思)、以及赤地藏等等的暱稱。台灣的歌迷對他的暱稱大多為大叔。

## PATA一名的由來
PATA一名來自少女漫畫「妙殿下」主角的名字"巴德里歐"（台灣版本譯名，原發音為PATARIRO）。據本人解釋其由來是因為"性格"與巴德里歐相似才被取了這樣的渾名，並非"外貌"與巴德里歐相似。

## X JAPAN解散後的音樂活動
- 與搖滾歌手NoB（山田信夫）結成P.A.F.。
- 曾隷屬於Dope HEADz（日语：Dope HEADz）。目前活動休止。
- 2002年與原TENSAW樂團貝斯手鈴木享明、鼓手向山Tetsu共組Ra:IN樂團。（2007年鍵盤手DIE加入）
- 目前仍以Ra:IN樂團吉他手的身份從事各項音樂活動，並參與過相川七瀨、上杉昇等多位歌手的各地巡迴演出。

## 個人作品

### 單曲
- 「FLY AWAY」　1994年9月21日
- 「Shine on me」　1995年1月21日

### 錄音室專輯
- 「PATA」　1993年11月4日
- 「raised on rock」　1995年7月5日

### VIDEO／LD
- 「PATA'S BOOTLEG」　1994年4月21日

### DVD
- 「Pata直伝 Improvisation Guitar Style」（吉他教則DVD）　2007年8月20日

## P.A.F.

### 單曲
- 「LOVE & FAKE」　1998年2月21日
- 「SLAPSTICK LIFE」　1998年10月21日
- 「THE BIG TIME」　1999年1月21日

### 錄音室專輯
- 「Patent Applied For」　1998年3月25日
- 「PAT.#0002」　1999年2月24日
- 「Live」 1999年7月23日

### 精選輯
- 「スーパー・バリュー」　2001年12月19日

### 現場專輯
- 「P.A.F.LIQUIDROOM LIVE」　1999年7月23日

## Dope HEADz

### 單曲
- 「GLOW」　2001年2月21日
- 「TRUE LIES」　2001年4月25日

### 錄音室專輯
- 「PRIMITIVE INPULSE」　2001年6月6日
- 「PLANET OF THE Dope」　2002年7月24日

## Ra:IN

### 單曲
- 「The Border」2003年4月（註：Live會場限定販賣。）
- 「Circle/Psychogenic」 2009年(歐洲巡迴演唱會會場限定)

### 專輯
- 「The Line」　2003年11月7日
- 「BEFORE THE SIREN」　2006年3月8日
- 「METAL BOX」　2008年4月9日

### DVD
- 「HARD RAIN & ROCKS LIVE」　2007年9月1日

## 大事年表
- 1965年11月4日: 於日本千葉縣千葉市出生。
- 1989年4月21日: 以X樂團（即X JAPAN前身）吉他手身份正式出道。
- 1993年11月4日: 發表第一張個人專輯「PATA」。
- 1995年7月5日:　發表第二張個人專輯「Raised on rock」。
- 1997年9月22日:　X JAPAN樂團對外宣佈解散的消息。
- 1997年12月31日: X JAPAN樂團於最後一場演唱會The Last Live後正式解散。
- 1998年2月21日: 與歌手NoB組成的P.A.F.發表第一張單曲「LOVE & FAKE」。
- 1998年3月25日: P.A.F.發表第一張專輯「Patent Applied For」。
- 1999年2月24日: P.A.F.發表第二張專輯「PAT.#0002」。
- 1999年5月1日: 與原X JAPAN樂團貝斯手HEATH、以及原hide with Spread Beaver成員I.N.A於
「hide TRIBUTE SPIRITS」（向已故的X JAPAN樂團吉他手hide致敬的專輯）合作，
發表使用了hide試聽帶的歌曲「CELEBRATION」。
- 2000年秋天: 與曾經於「hide TRIBUTE SPIRITS」專輯合作的HEATH、I.N.A組成Dope HEADz樂團，
並於廣播節目中公開徵求Dope HEADz的主唱。
- 2001年2月21日: Dope HEADz加入了新人主唱JO:YA並以單曲「GLOW」正式出道。
Dope HEADz發表第一張MAXI單曲「GLOW」。
- 2001年4月25日: Dope HEADz發表第二張單曲「TRUE LIES」。
- 2001年6月6日: Dope HEADz發表第一張專輯「PRIMITIVE　IMPULSE」。
- 2001年9月9日: Dope HEADz主唱JO:YA畢業（退出）。
- 2002年1月: Dope HEADz新主唱Shame（EX.Ravecraft）加入。
- 2002年7月24日: Dope HEADz發表第二張專輯「PLANET　OF　THE　Dope」。
- 2002年夏天: 與原TENSAW樂團貝斯手鈴木享明、鼓手向山Tetsu（創作女歌手cocco的固定合作班底）組成Ra:IN樂團。
- 2003年3月: Dope HEADz活動暫時休止。
- 2003年: Ra:IN發行Live會場限定販賣的Maxi單曲「The Border」。（註：封面是PATA的愛犬"海-Kai"）
- 2003年11月7日: Ra:IN發表第一張專輯「The Line」。
- 2004年4月: Ra:IN於上海ARK舉行兩天的現場演出。（註：Ra:IN的首次海外表演活動）
- 2004年7月31日: Ra:IN受邀參加台灣定期於夏季舉行的大型音樂活動「野台開唱」（風舞台）。
這是Ra:IN（也是PATA）首次於台灣公開表演。
- 2004年8月2日: Ra:IN為野台開唱閉幕後「音樂祭會後Party」的表演團體之一。
於台北市的Live House「THE WALL」演出。
- 2005年9月9日: 參加AT LAST hide Museum Live in Cafe Le PSYENCE
（已故的原X JAPAN吉他手hide紀念館的閉館紀念Live）演出。
- 2006年3月2日: 單獨在台灣進行Ra:IN新專輯宣傳活動，於台北市「海邊的卡夫卡」舉辦簽名會（座談會）。
- 2006年3月8日: Ra:IN發表第二張專輯「BEFORE THE SIREN」。
- 2006年7月29日: 以歌手相川七瀨的巡迴演出吉他手身份二度參加野台開唱（風舞台）。
同台演出的有原Luna Sea鼓手真矢、原MEGADETH吉他手Marty Friedman、DEAD END的貝斯手Crazy Cool Joe、
前hide with Spread Beaver鍵琴手D.I.E.。
- 2006年8月24日: Ra:IN於台北市THE WALL舉行連續兩天（8月24日、25日）的現場表演及簽名會， 
並於當日開始發售第二張專輯「BEFORE THE SIREN」的台灣版。
- 2006年8月25日: Ra:IN台北"THE WALL" Live第二天。
參與Ra:IN第二張專輯的鍵盤手D.I.E.連續兩天的表演全程參加。另台灣歌手鄧廣福（阿福）兩天皆以特別來賓身份演唱一曲。
- 2006年12月2日: 以個人身分於台北華山藝文特區參加簡單生活節演出。
- 2007年5月19日: Ra:IN於橫濱7th Avenue演出，並宣佈長期合作的鍵盤手DIE（D.I.E）加入、成為Ra:IN的正式團員。
- 2007年7月27日: Ra:IN「Summer of Love Tour 07」以"千葉LOOK"做為第一站，開始在日本國內展開夏季巡迴演出。
- 2007年8月20日: 發行首張個人吉他教學DVD。
- 2007年9月1日: Ra:IN發行首張Live DVD「HARD RAIN & ROCKS LIVE」。（部份表演會場先行發售）
- 2007年9月8日: Ra:IN於中國北京市"MAO"舉行專場（ONEMAN）Live。有週邊販賣和簽售會。
- 2007年9月9日: Ra:IN參加於中國北京"北京朝陽公園"所舉行的中國最大型音樂活動「北京流行音樂節」，
此乃該音樂活動首次邀請日本樂團參加。（註．同時受邀的日本樂團還有RIZE）
- 2007年9月9日: 台灣歌迷於台北市"操場BAR"舉辦Ra:IN Live DVD的首賣會。
- 2007年10月22日: PATA參加於東京台場AQURA大樓頂拍攝《I.V.》的PV，X JAPAN正式復活。
- 2008年3月28.29.30日: X JAPAN於東京巨蛋舉行破壞之夜、無謀之夜、創造之夜連續三天的大型萬人演唱會。
- 2008年4月9日: Ra:IN發表第三張專輯「METAL BOX」。
- 2008年4月18日: 「METAL BOX Tour 2008」以千葉 Chiba LOOK為起點，展開日本國內巡迴演出。
- 2008年5月3日: 以Ra:IN團員的身份參加於東京味之素體育場舉行的「hide memorial summit」。
- 2008年5月4日: 以X JAPAN團員的身份參加於東京味之素體育場舉辦的"hide memorial summit"（hide紀念演唱會），X JAPAN於傍晚出場演出。
- 2008年12月27日: Ra:IN於新宿HOLIDAY 舉行"Ra:IN's Rock'n Roll Vaudeville"，為2008年的最後一場公開表演。

## 外部連結
- PATA Official WEBSITE（页面存档备份，存于）
- Ra:IN web
- X JAPAN OFFICIAL SITE